# Kuala Lumpur
Kuala Lumpur, Abkürzung KL (Jawi كوالا لمڤور, Aussprache nach IPA [ˈkwaːla ˈlumpʊr], dt. etwa „schlammige Flussmündung“), ist die Hauptstadt Malaysias.
Die als Bundesterritorium verwaltete Stadt ist Malaysias administratives, kulturelles und ökonomisches Zentrum und Mittelpunkt der größten Metropolregion des Landes. Von den meisten Bewohnern wird sie einfach „KL“ genannt. In der Millionenmetropole sind vielerlei Kulturen und Religionen vertreten, man sieht Minarette der Moscheen, christliche Kirchtürme, chinesische Pagoden und indische Tempel in der gesamten Stadt. Jährlich besuchen bis zu elf Millionen Touristen Kuala Lumpur.
Neben den Bauten aus der architektonischen Vergangenheit der Stadt prägen Hochhäuser (vor allem im Bankenviertel) als Zeichen des Fortschritts Kuala Lumpurs das Stadtbild. Die Stadt bedeckt eine Fläche von 243,65 km² und hat 1.982.112 Einwohner (Stand: 2020), womit sie vor dem zur Metropolregion Kuala Lumpur gehörenden Subang Jaya größte Stadt Malaysias ist.

## Geographie

### Lage
Kuala Lumpur liegt 35 km von der Westküste der malaysischen Halbinsel entfernt am Zusammenfluss der Flüsse Gombak und Klang.

### Klima
Das Klima in Kuala Lumpur ist tropisch. Die Höchstwerte liegen das ganze Jahr über bei 33 °C und die Tiefstwerte bei 23 °C, hinzu kommt hohe Luftfeuchtigkeit. Die Niederschläge sind über das ganze Jahr verteilt und schwanken zwischen 108 mm und 276 mm pro Monat. Gewitter gibt es sehr häufig und meist sehr heftig, deshalb kommt es im Zentrum der Stadt häufiger zu Überschwemmungen. Bedrückend kann der Aufenthalt werden, wenn wegen der immer noch illegal betriebenen Waldrodungen und den damit einhergehenden Waldbränden eine Smogglocke über der Stadt liegt.
|                       | Jan   | Feb   | Mär   | Apr   | Mai   | Jun   | Jul   | Aug   | Sep   | Okt   | Nov   | Dez   |   |      |
| Mittl. Tagesmax. (°C) | 32,1  | 32,9  | 33,2  | 33,1  | 32,9  | 32,7  | 32,3  | 32,3  | 32,1  | 32,1  | 31,6  | 31,5  | ⌀ | 32,4 |
| Mittl. Tagesmin. (°C) | 22,5  | 22,8  | 23,2  | 23,7  | 23,9  | 23,6  | 23,2  | 23,1  | 23,2  | 23,2  | 23,2  | 22,9  | ⌀ | 23,2 |
|                       |       |       |       |       |       |       |       |       |       |       |       |       |   |      |
| Niederschlag (mm)     | 169,5 | 165,4 | 240,9 | 259,2 | 204,4 | 125,3 | 127,2 | 155,7 | 192,8 | 253,1 | 287,8 | 245,7 | Σ | 2427 |
|                       |       |       |       |       |       |       |       |       |       |       |       |       |   |      |
| Sonnenstunden (h/d)   | 6,0   | 6,8   | 6,7   | 6,6   | 6,7   | 6,5   | 6,5   | 6,1   | 5,5   | 5,5   | 5,1   | 5,2   | ⌀ | 6,1  |
|                       |       |       |       |       |       |       |       |       |       |       |       |       |   |      |
| Regentage (d)         | 11    | 12    | 14    | 16    | 13    | 9     | 10    | 11    | 13    | 16    | 18    | 15    | Σ | 158  |
|                       |       |       |       |       |       |       |       |       |       |       |       |       |   |      |
| Wassertemperatur (°C) | 27    | 28    | 28    | 29    | 29    | 29    | 29    | 28    | 28    | 28    | 28    | 28    | ⌀ | 28,2 |
|                       |       |       |       |       |       |       |       |       |       |       |       |       |   |      |
| Luftfeuchtigkeit (%)  | 82    | 80    | 82    | 85    | 84    | 83    | 83    | 82    | 83    | 85    | 86    | 85    | ⌀ | 83,3 |

| 22,5 |

| 22,8 |

| 23,2 |

| 23,7 |

| 23,9 |

| 23,6 |

| 23,2 |

| 23,1 |

| 23,2 |

| 23,2 |

| 23,2 |

| 22,9 |

| 22,5 |

| 22,8 |

| 23,2 |

| 23,7 |

| 23,9 |

| 23,6 |

| 23,2 |

| 23,1 |

| 23,2 |

| 23,2 |

| 23,2 |

| 22,9 |

## Bevölkerung
2020 hatte Kuala Lumpur 1.982.112 Einwohner.

### Ethnien
Die städtische Bevölkerung besteht zu 52 % aus Chinesen, 39 % Malaien und 6 % Indern. Hinzu kommen Araber, Singhalesen, Europäer, Indonesier und Philippinos.

### Bevölkerungsentwicklung
Seit dem Jahre 1950 hat sich die Bevölkerung der Agglomeration Kuala Lumpur durch natürliches Wachstum und Zuwanderung aus ländlichen Gegenden nahezu verdreißigfacht.
| Jahr | Einwohnerzahl |
| ---- | ------------- |
| 1950 | 252.000       |
| 1960 | 344.000       |
| 1970 | 451.000       |
| 1980 | 971.000       |
| 1990 | 2.098.000     |
| 2000 | 4.167.000     |
| 2010 | 5.810.000     |
| 2017 | 7.319.000     |

### Religion
Laut dem malaysischen Zensus des Jahres 2010 stellen Muslime 61,3 %, Buddhisten 19,8 %, Christen 9,2 %, Hindus 6,3 % der Stadtbevölkerung. Hinzu kommen Konfuzianer, Daoisten und andere Religionen. Kuala Lumpur ist Sitz des römisch-katholischen Erzbistums Kuala Lumpur.

## Geschichte

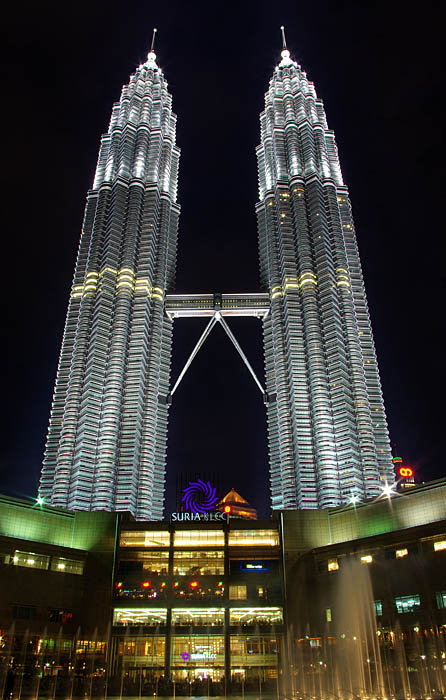
Die Petronas Towers bei Nacht

Erste Wirtschaftsaktivitäten auf oder nahe dem Gebiet, das man gegenwärtig unter Kuala Lumpur kennt, sind für die 1840er-Jahre bekannt. Etwa zehn Meilen nördlich waren chinesische Bergleute am Zinnbergbau des Selangor-Flusses beteiligt.
Zur Stadt wurde Kuala Lumpur 1857; Bergleute (ebenfalls Zinnsucher) unter Führung des malaiischen Rajas / Radschas Abdullah gründeten sie mitten im Urwald. Der Zinnhandel boomte, und seither wuchs der Ort stetig. 1896 entstand unter britischer Herrschaft aus den malaiischen Sultanaten die Föderation von Malaya, Kuala Lumpur wurde zur Hauptstadt der Föderation. Unter britischer Herrschaft wuchs die Stadt zum Verwaltungszentrum, ein Straßennetz wurde angelegt und viele der noch heute erhaltenen Prunkbauten entstanden. 1957 wurde der Ort die Hauptstadt des unabhängigen Malaya. Kuala Lumpur erhielt 1972 den Stadtstatus, wurde 1974 zum Bundesterritorium und bekam eine vom Bundesstaat und Sultanat Selangor unabhängige Verwaltung.

## Wirtschaft und Infrastruktur

### Wirtschaftsstruktur

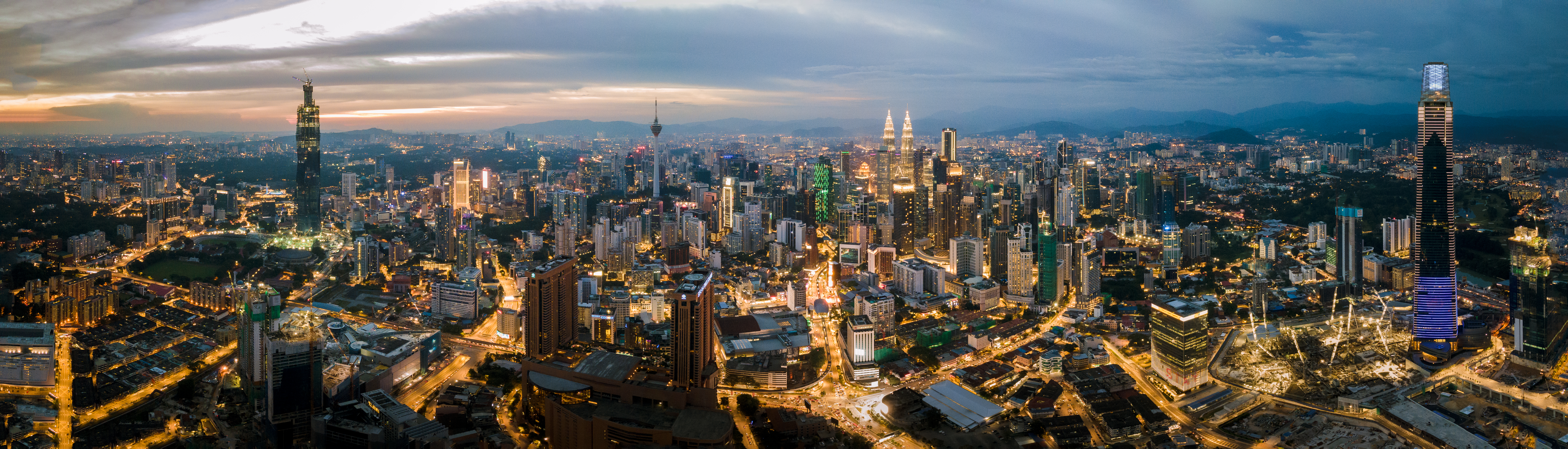
Skyline von Kuala Lumpur am Abend

Die Stadt ist das führende Wirtschaftszentrum von Malaysia. Laut einer Studie aus dem Jahr 2014 erwirtschafte der Großraum Kuala Lumpur ein Bruttoinlandsprodukt von 171,8 Milliarden US-Dollar (KKB). In der Rangliste der wirtschaftsstärksten Metropolregionen weltweit belegte er damit den 70. Platz. Das BIP pro Kopf betrug 28.076 US-Dollar. In einer Rangliste der wichtigsten Finanzzentren weltweit belegte Kuala Lumpur den 40. Platz (Stand: 2018).
In einer Rangliste der Städte nach ihrer Lebensqualität belegte Kuala Lumpur im Jahre 2018 den 85. Platz unter 231 untersuchten Städten weltweit. Kuala Lumpur war damit, hinter Singapur, die Stadt mit der höchsten Lebensqualität in Südostasien.
Wirtschaftssektoren
- Elektronik
- IT-Firmen, viele davon in der nahe gelegenen Sonderwirtschaftszone Multimedia Super Corridor angesiedelt
- Bio-Tech, Ansiedlung in Cyberjaya gefördert
- Maschinen- und Kraftfahrzeugbau
- nahrungsmittelverarbeitende und chemische Industrie
- Banken- und Finanzwesen
  - Unter anderem hat hier die Wertpapierbörse des Landes, die Bursa Malaysia, ihren Sitz.
- Tourismus

### Verkehr

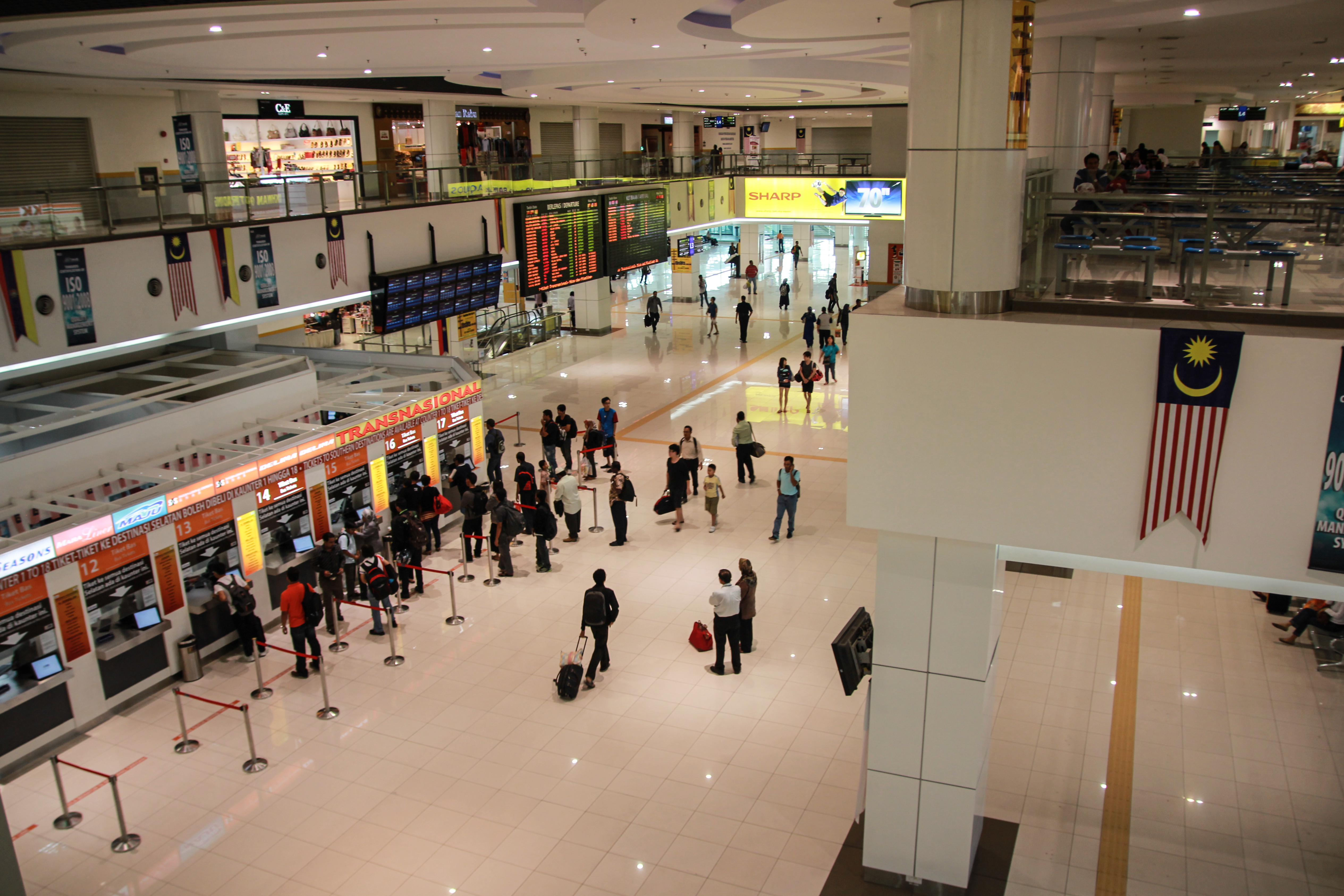
Busbahnhof Terminal Bersepadu Selatan (TBS)

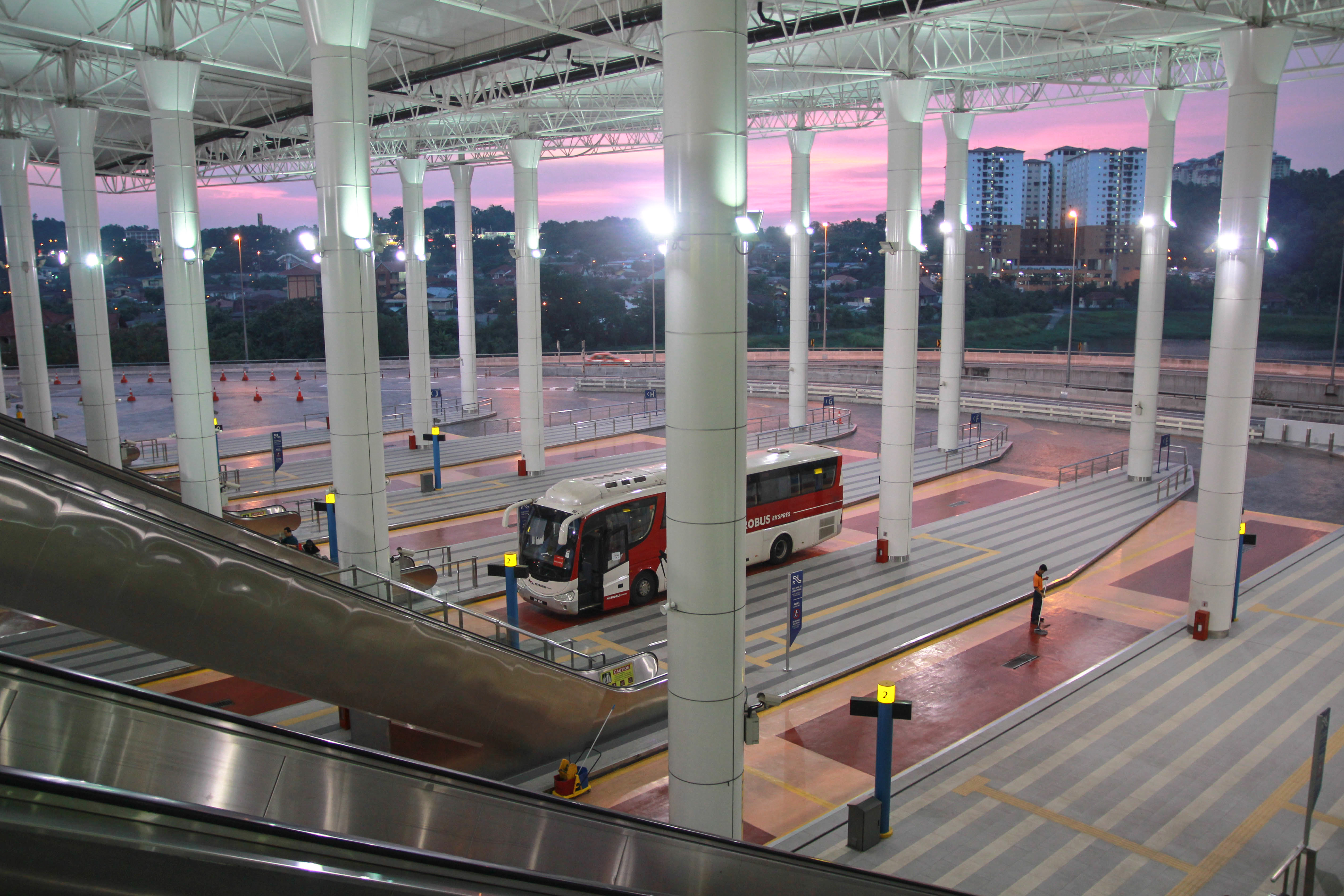
Busbahnhof Terminal Bersepadu Selatan (TBS)

Kampung Batu MRT Station

Die Stadt ist mit einer Schnellbahn (KLIA Ekspres) und privaten Expressbussen direkt an den internationalen Flughafen Kuala Lumpur in Sepang angebunden. Die Reisezeit beträgt 28 Minuten, die Züge fahren im 15- bzw. 20-Minuten-Takt.
Innerhalb der Stadt sind viele Taxis verfügbar; allerdings leidet der Verkehrsfluss v. a. während der Rush Hour unter Staus und Stockungen.
Das schienengebundene Nahverkehrsnetz besteht aus verschiedenen nicht kompatiblen Systemen. Die Linien der Hochbahn bzw. das Pendelnetz der Lokalzüge (Putra LRT, Rapid KL, KL Monorail sowie KTM Komuter) streben alle in die Innenstadt. Auf der Strecke des KLIA Ekspres steuert der KLIA-Transit-Service nur vier Stationen zwischen Bahnhof und Flughafen an. Das bisher zwei Linien mit zusammen 24 km Strecke umfassende System „Rapid KL“ (Fahrzeuge: Bombardier) ist ansatzweise der Nukleus eines größeren Systems auch in die Vororte, weil seine mittelgroße Kapazität und seine vergleichsweise geringen Investitionskosten zum Ausbau anregen.
Fahrscheine gelten jeweils nur für eine einzelne Linie; ebenso sind Haltestellen Linien-spezifisch (d. h. Umsteige-Haltestellen sind zwei oder mehrere einzelne Stationen, die bis zu fünf Gehminuten voneinander entfernt liegen).
Als neuer Zentralbahnhof dient Kuala Lumpur Sentral, der alle genannten Bahnlinien bis auf Rapid KL verbindet und ferner als Taxi- und Busterminal fungiert.
Der Bushauptbahnhof befindet sich in Puduraya, einige Expressbusse fahren zusätzlich auch das neue „Imbi Bus Terminal“ am Pasar Rakyat an, das im Januar 2004 eröffnete.
Während früher auch kleinere Wasserwege wie der Sungai Bunus als Verkehrsadern gedient haben, ist das mittlerweile wegen starker Wasserverunreinigung und anderer hydrologischer Probleme unmöglich.

### Bildung
In Kuala Lumpur befinden sich zwei Universitäten:
- Die Universität Kuala Lumpur, eine Hochschule für Ingenieurwissenschaften
- Die Universität Malaya, die älteste Universität in Malaysia

## Kultur

### Sehenswürdigkeiten

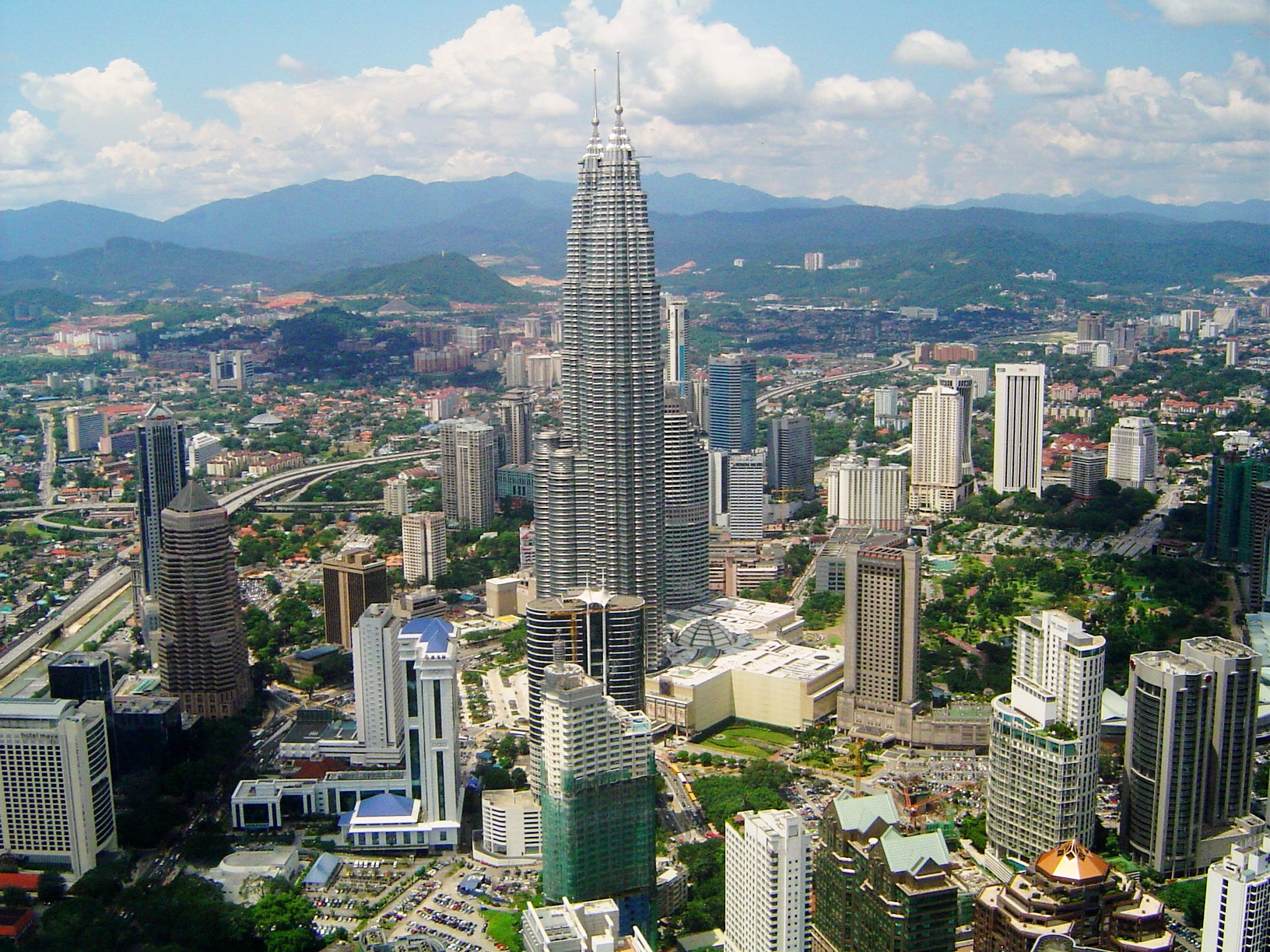
Die Petronas Towers

- Die Petronas Towers, die höchsten Zwillingstürme der Welt und gemeinsam das siebthöchste freistehende Gebäude der Welt (insgesamt 452 m; im Vergleich dazu waren die beiden Haupttürme des ursprünglichen World Trade Centers bis zum Dach 417 m und 415 m hoch, mit Antenne jedoch 527 m), mit einem der größten Einkaufszentren (Mall) Malaysias, das Suria KLCC. Der umgebende Stadtteil „Goldenes Dreieck“ (The Golden Triangle) bildet den kommerziellen Mittelpunkt der Stadt und bietet darüber hinaus ein reges Nachtleben.
- Menara Kuala Lumpur, siebthöchster Fernsehturm der Welt (421 m), bietet mit seiner Besucherterrasse den höchsten Aussichtspunkt über der Stadt.
- Dataran Merdeka oder Merdeka Square, „Platz der Unabhängigkeit“ war Schauplatz des erstmaligen Hissens der malaiischen Nationalflagge am 31. August 1957 (Unabhängigkeitstag). Der Fahnenmast auf dem Merdeka Square war mit einer Höhe von 100 Metern außerdem ehemals der höchste Fahnenmast der Welt.
- Sultan Abdul Samad Building
- Istana Negara, Residenz des malaysischen Königs
- Sultan Azlan Shah Cup, jährlicher Hockeywettbewerb
- Merdeka 118 – zweithöchstes Gebäude der Welt mit 678 Meter Höhe und Observation Deck.

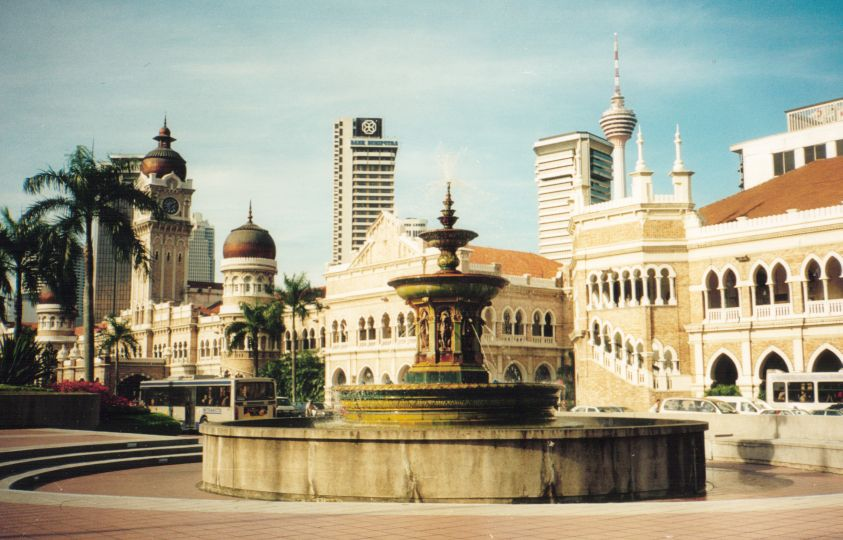
Ein Brunnen auf dem Merdeka Square, dahinter das Sultan Abdul Samad Building

- Die Lake Gardens umfassen einen 92 Hektar großen gehegten Park in der Nähe des malaiischen Parlaments, der in früheren Zeiten einem britischen Kolonialvertreter gehörte. Innerhalb des Parks gibt es spezielle Areale für Schmetterlinge (Butterfly Park), Rotwild (Deer Park), Orchideen und Hibiscus (Orchid Garden, Hibiscus Garden) sowie den größten Vogelpark Südostasiens (Bird Park).
- Das Sportstadion (Stadium Merdeka, Stadion der Unabhängigkeit) wurde eigens für die Feierlichkeiten zur Unabhängigkeitserklärung des Landes (Hari Merdeka) am 31. August 1957 erbaut.
- Der alte Bahnhof (Kuala Lumpur Stesen Keretapi) im viktorianischen Architekturstil wurde 1911 fertiggestellt und im Jahr 2001 durch einen neuen Hauptbahnhof (KL Sentral) abgelöst. Aktuell dient er nur noch als Lokalbahnhof für den Nah- und Pendelverkehr.
- Das Nationaldenkmal (Tugu Negara) ehrt v. a. die Gefallenen des malaiischen Freiheitskampfes während der japanischen Besatzungszeit und des anschließenden Notstands (von 1946 bis 1960).
- Der tägliche „Chinese Night Market“ befindet sich in Chinatown.

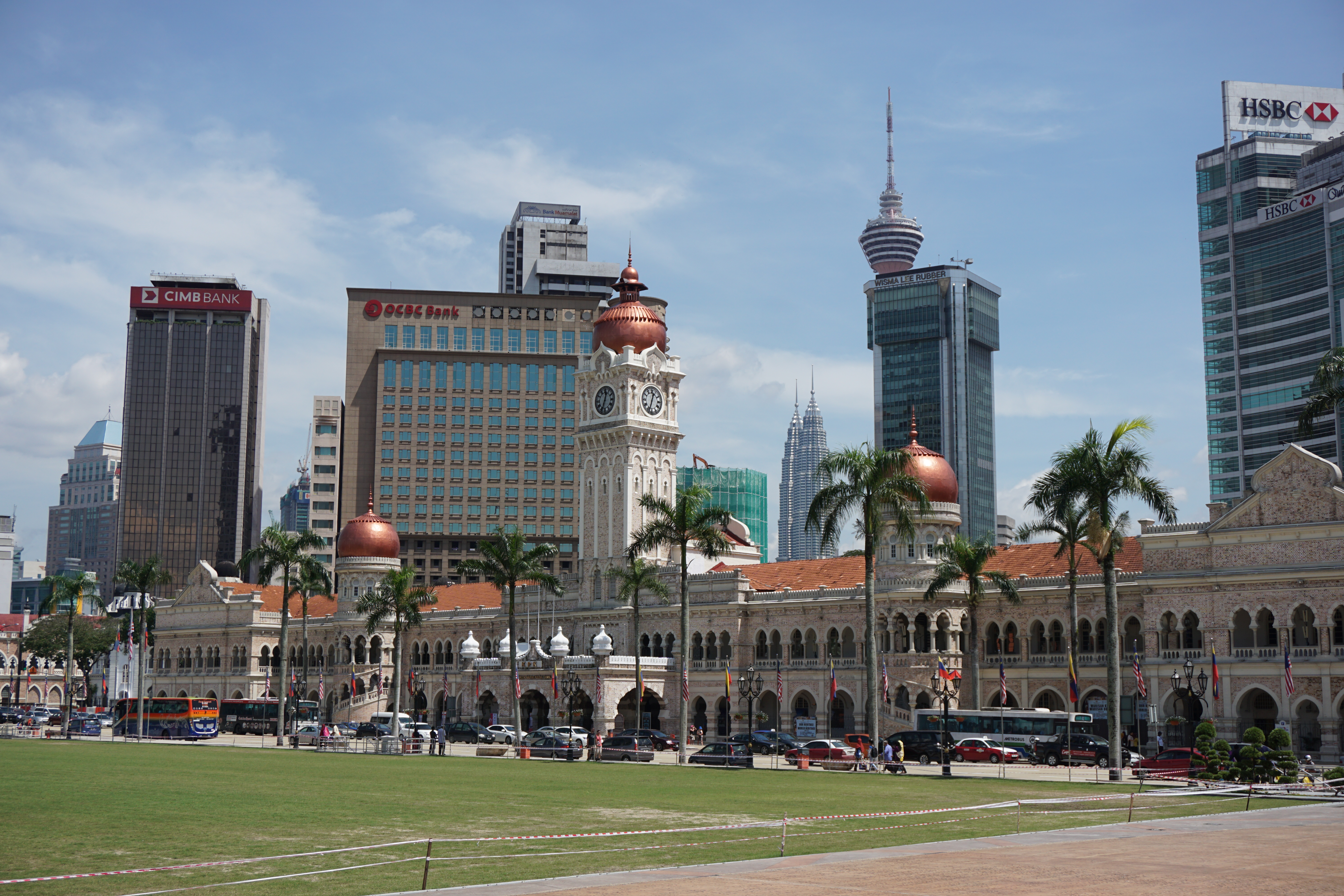
Sultan Abdul Samad Building und Merdeka Square

### Sakralbauten

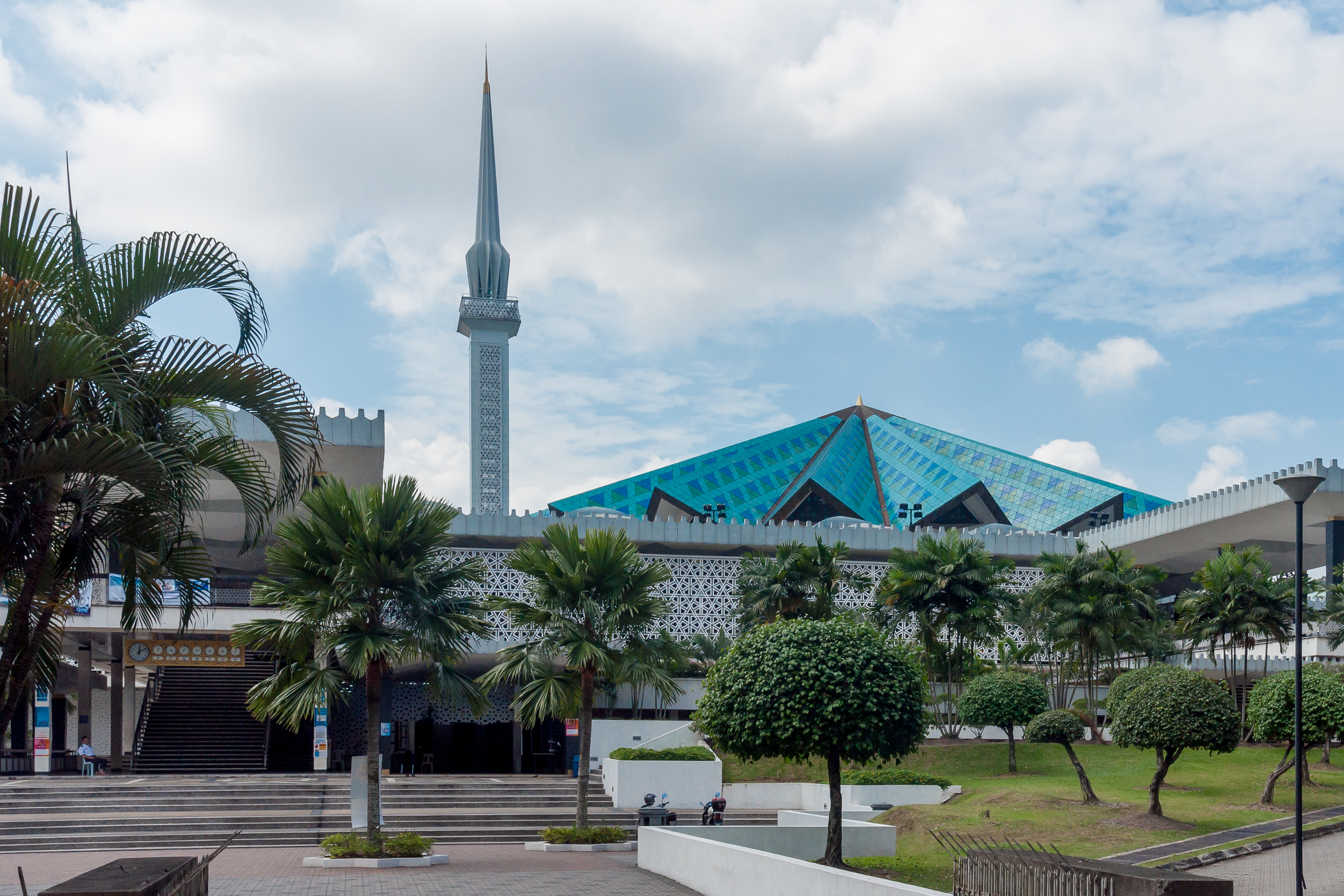
Nationalmoschee Masjid Negara

- Viele der großen chinesischen Kultur- und Religionsfestivitäten finden im Thean-Hou-Tempel auf dem Robson Hill statt.
- Die post-moderne Nationalmoschee (Masjid Negara) wurde 1965 fertiggestellt.
- Masjid Jamek, Moschee am Zusammenfluss von Gombak und Klang
- St. Mary’s Cathedral, historische anglikanische Kirche
- Cathedral of St John The Evangelist, römisch-katholische Hauptkirche des Erzbistums Kuala Lumpur
- Sri Mahamariaman Tempel, Hindutempel
- Batu Caves, Höhlenanlage mit Hindutempel

### Museen

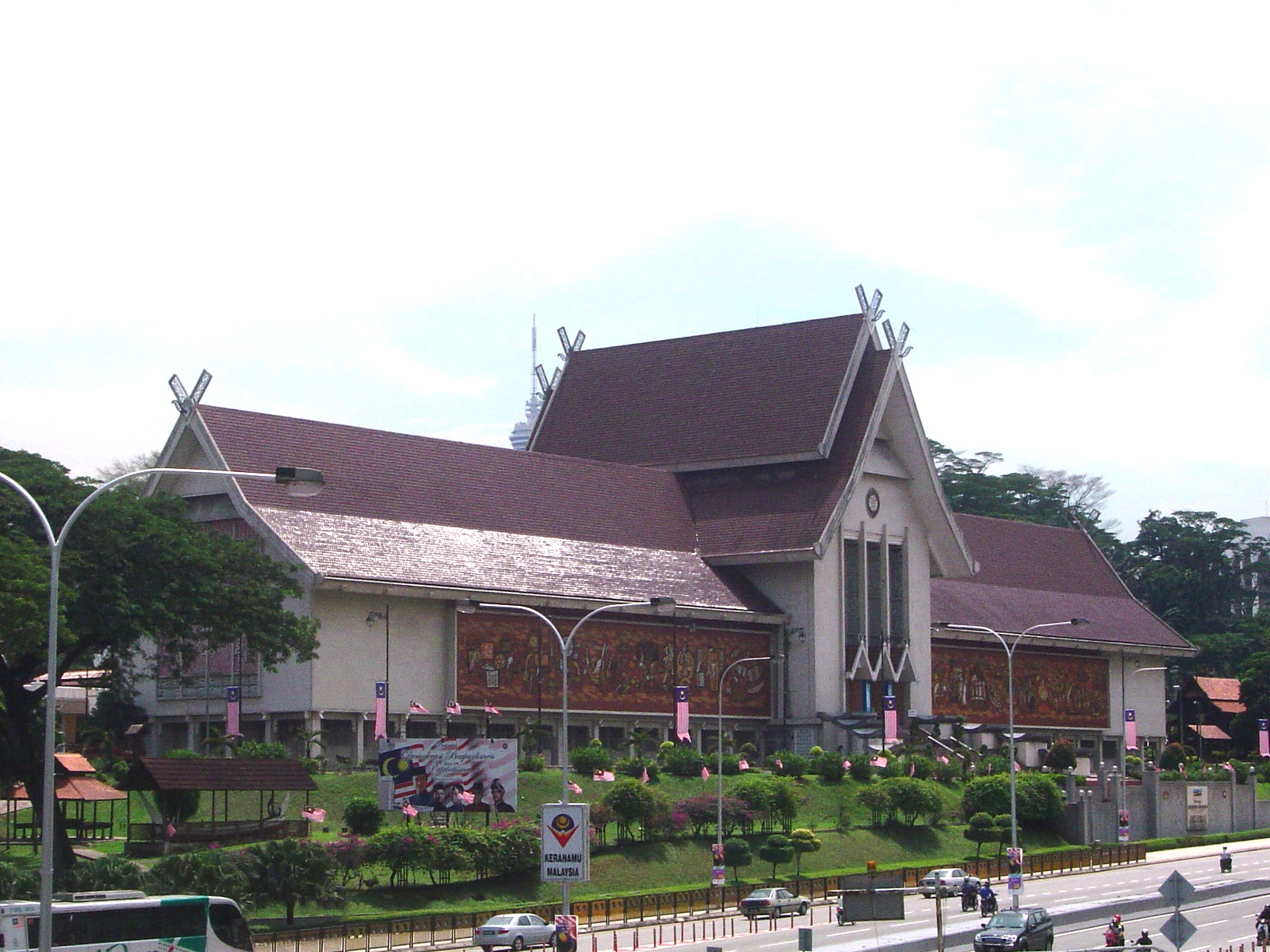
Nationalmuseum

- Malayisches Nationalmuseum (Muzium Negara)
- Islamic Arts Museum, Museum der islamischen Kunst
- Textilmuseum (Kuala Lumpur Textile Museum)
- Museum der Asiatischen Künste (Museum of Asian Arts)

### Sonstige bemerkenswerte Bauten
Der 130 Meter hohe KUL-Kontrollturm des Flughafens Kuala Lumpur ist der zweithöchste Kontrollturm der Welt.

### Sport
Kuala Lumpur war Gastgeber der Commonwealth Games 1998. Der Fußballklub PLUS FC ist in Kuala Lumpur beheimatet.

## Söhne und Töchter der Stadt (Auswahl)
- Omar Yoke Lin Ong (1917–2010), Politiker
- Ng Joo Pong (* 1946), Radrennfahrer
- Joo Ngan Ng (* 1947), Radrennfahrer
- Mokhtar Dahari (1953–1991), Fußballspieler
- Donald Martin (* 1960), australischer Hockeyspieler
- Tony Fernandes (* 1964), Unternehmer
- Patricia Hillas (* 1966), britische anglikanische Geistliche, Chaplain to the Speaker of the House of Commons
- Wendy Hoopes (* 1972), US-amerikanische Schauspielerin
- Alex Yoong (* 1976), Automobilrennfahrer
- Wong Choong Hann (* 1977), Badmintonspieler
- Fairuz Fauzy (* 1982), Automobilrennfahrer
- Renuga Veeran (* 1986), Badmintonspielerin
- Shila Amzah (* 1990), Sängerin
- Nigel Ng (* 1991), chinesisch-malaysisch YouTuber und Komiker
- Fahmi Ilyas (* 1992), Automobilrennfahrer
- Nabil Jeffri (* 1993), Automobilrennfahrer
- Yan Yee Ng (* 1993), Wasserspringerin
- Mitchell Gilbert (* 1994), Automobilrennfahrer
- Julian Yee (* 1997), Eiskunstläufer
- Jeffrey Webb (* 1998), Skirennläufer
- Sanjay Jeeva (* 1999), Squashspieler
- Nur Dhabitah Sabri (* 1999), Wasserspringerin
- Ainaa Amani (* 2002), Squashspielerin

## Galerie

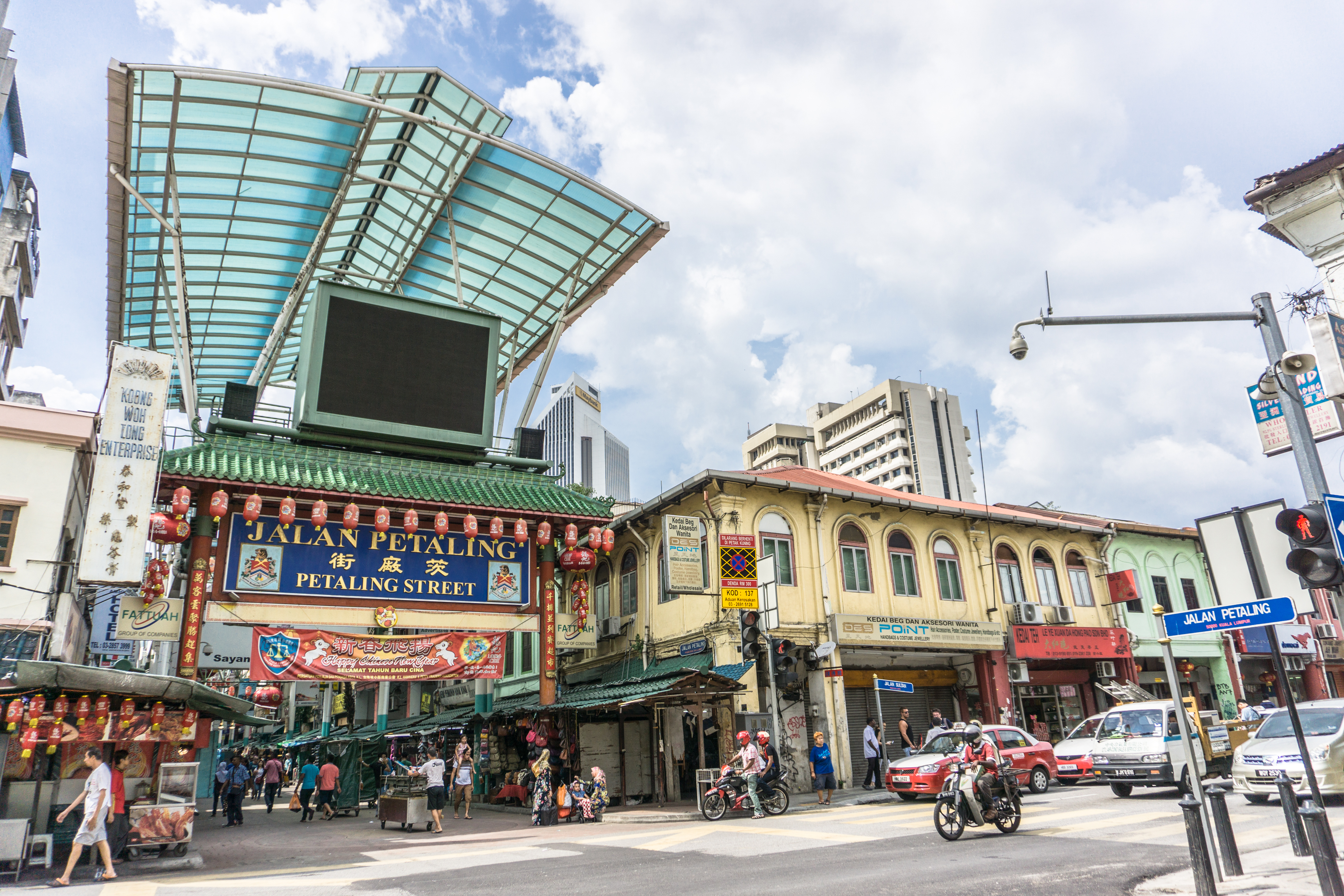
Petaling Street
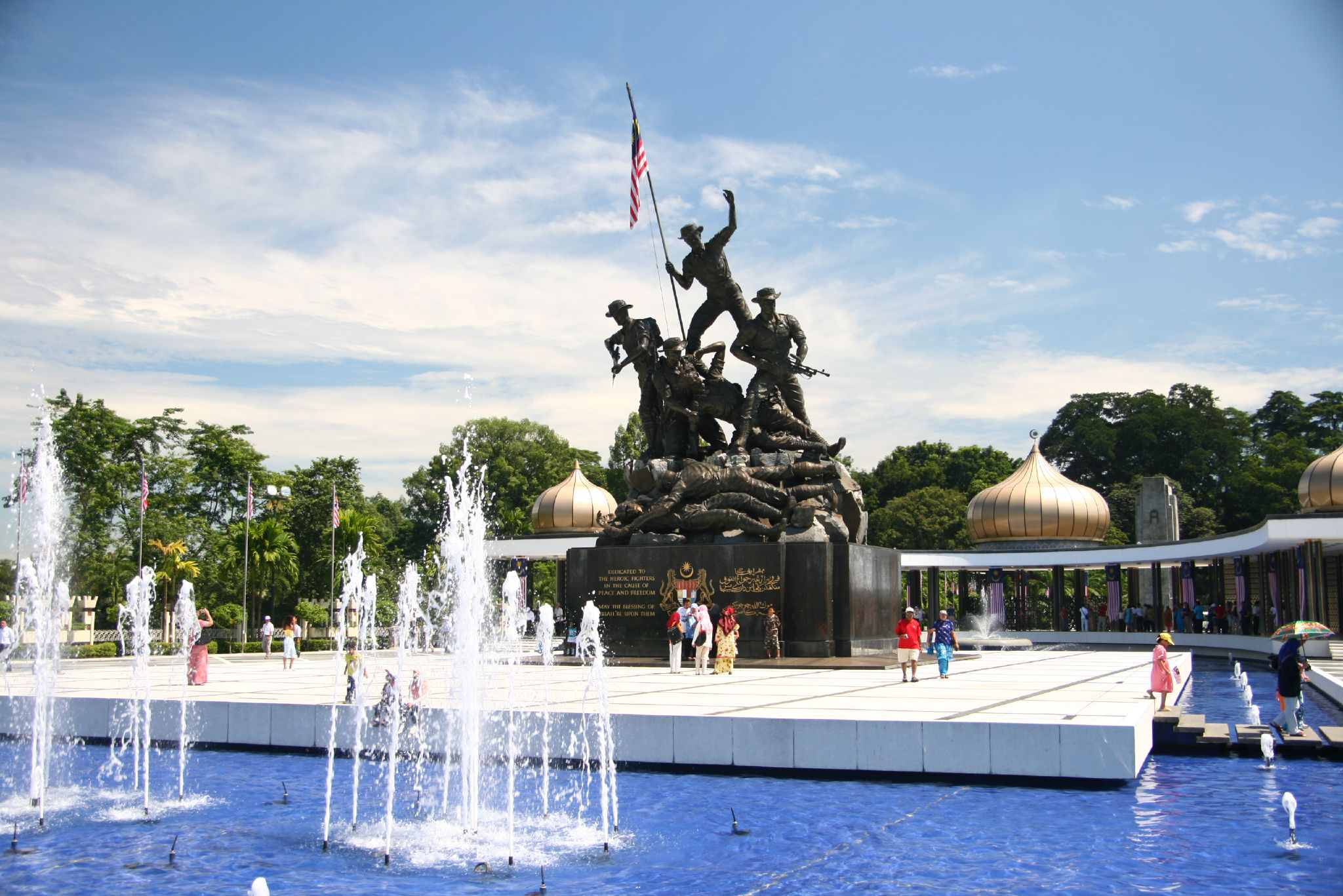
Nationalmonument Tugu Negara
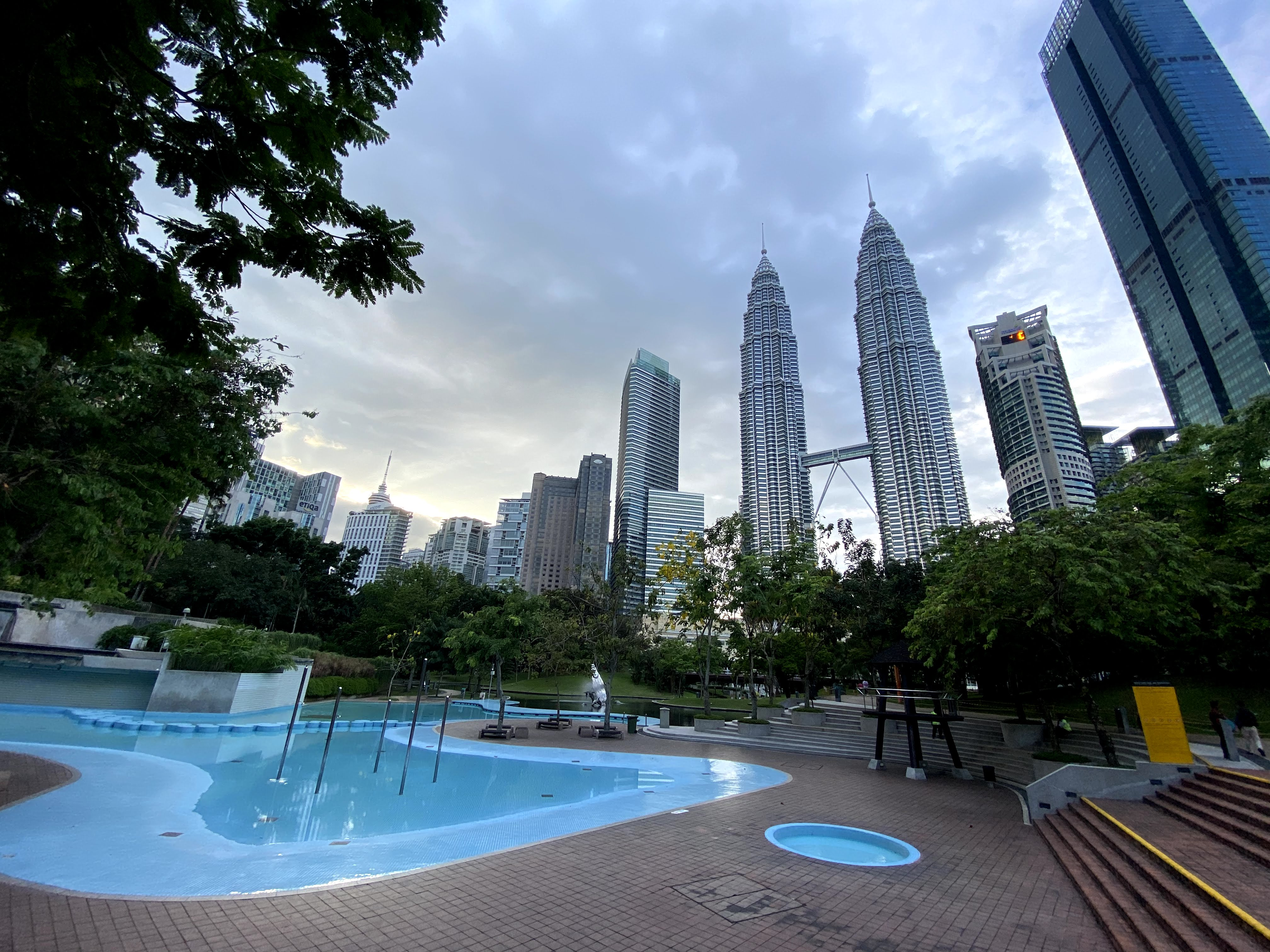
Park im Stadtzentrum
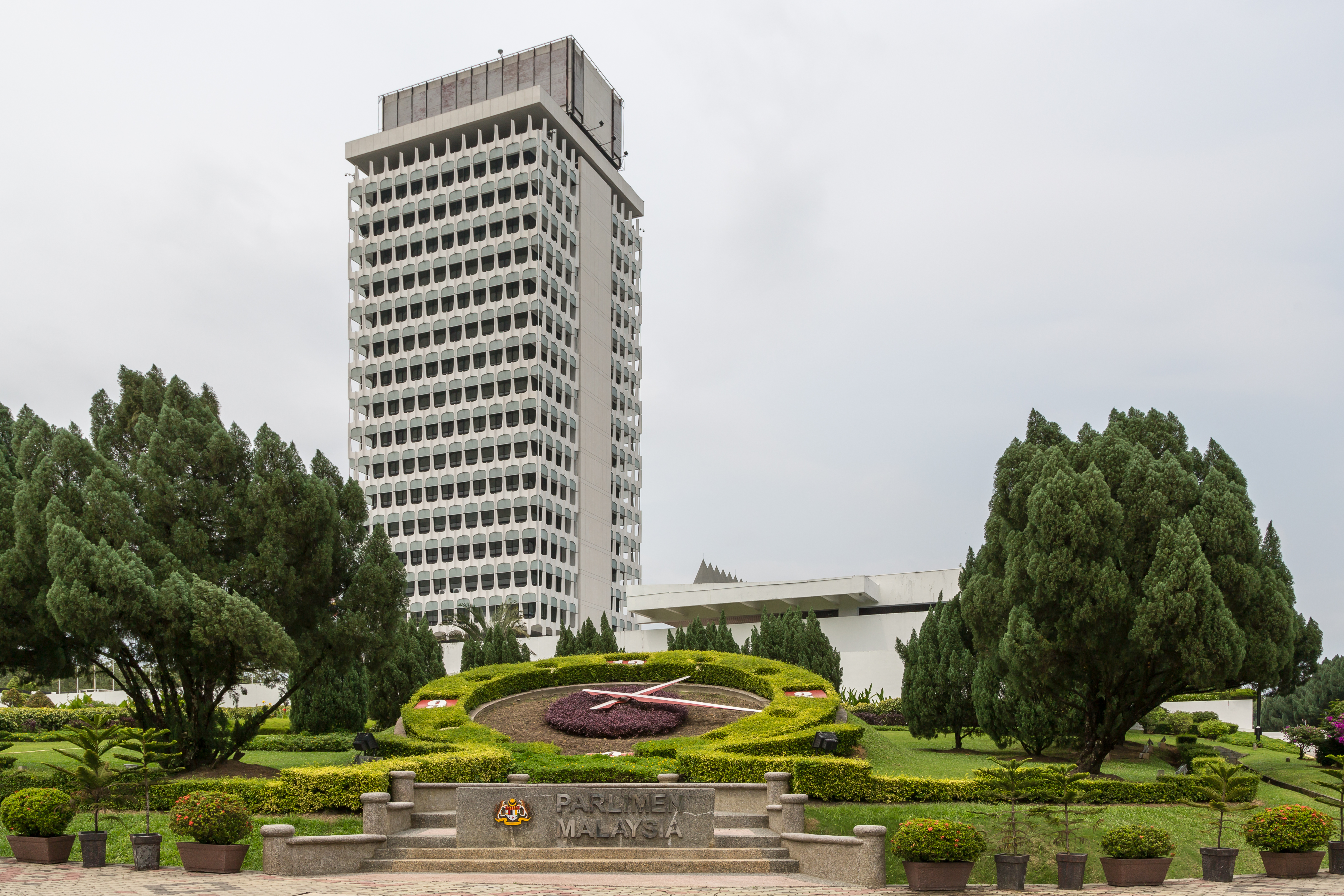
Parlamentsgebäude
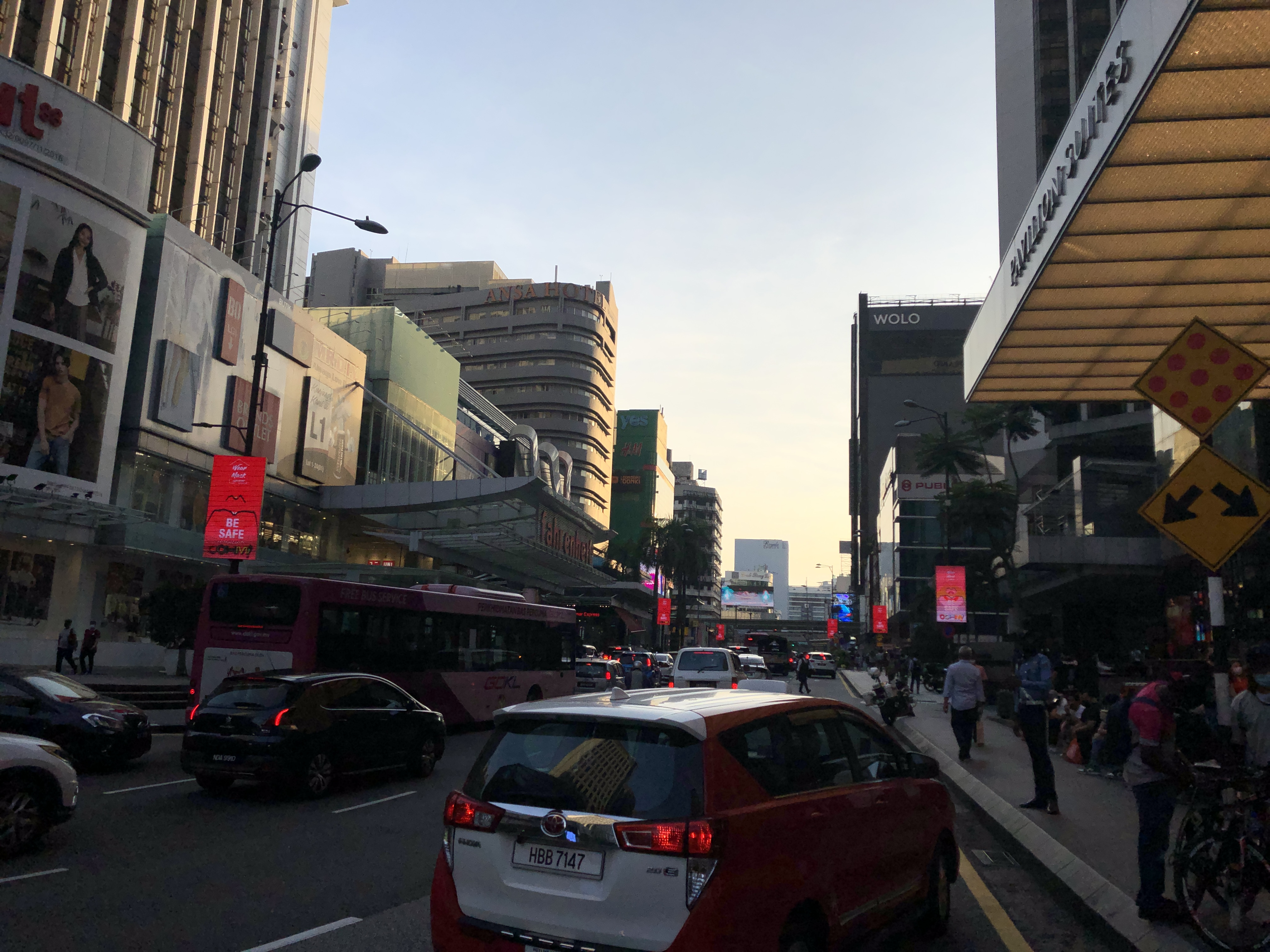
Einkaufsviertel Bukit Bintang
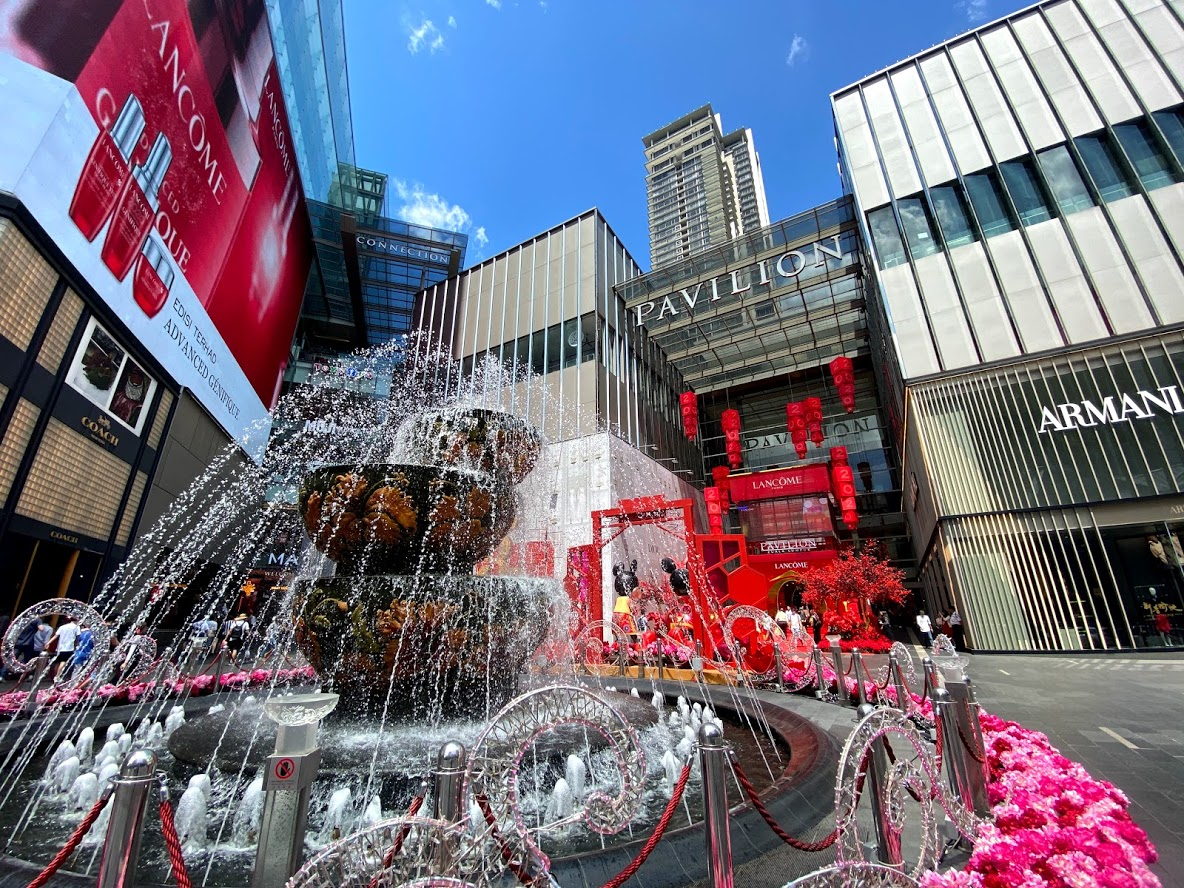
Einkaufszentrum Pavilion KL
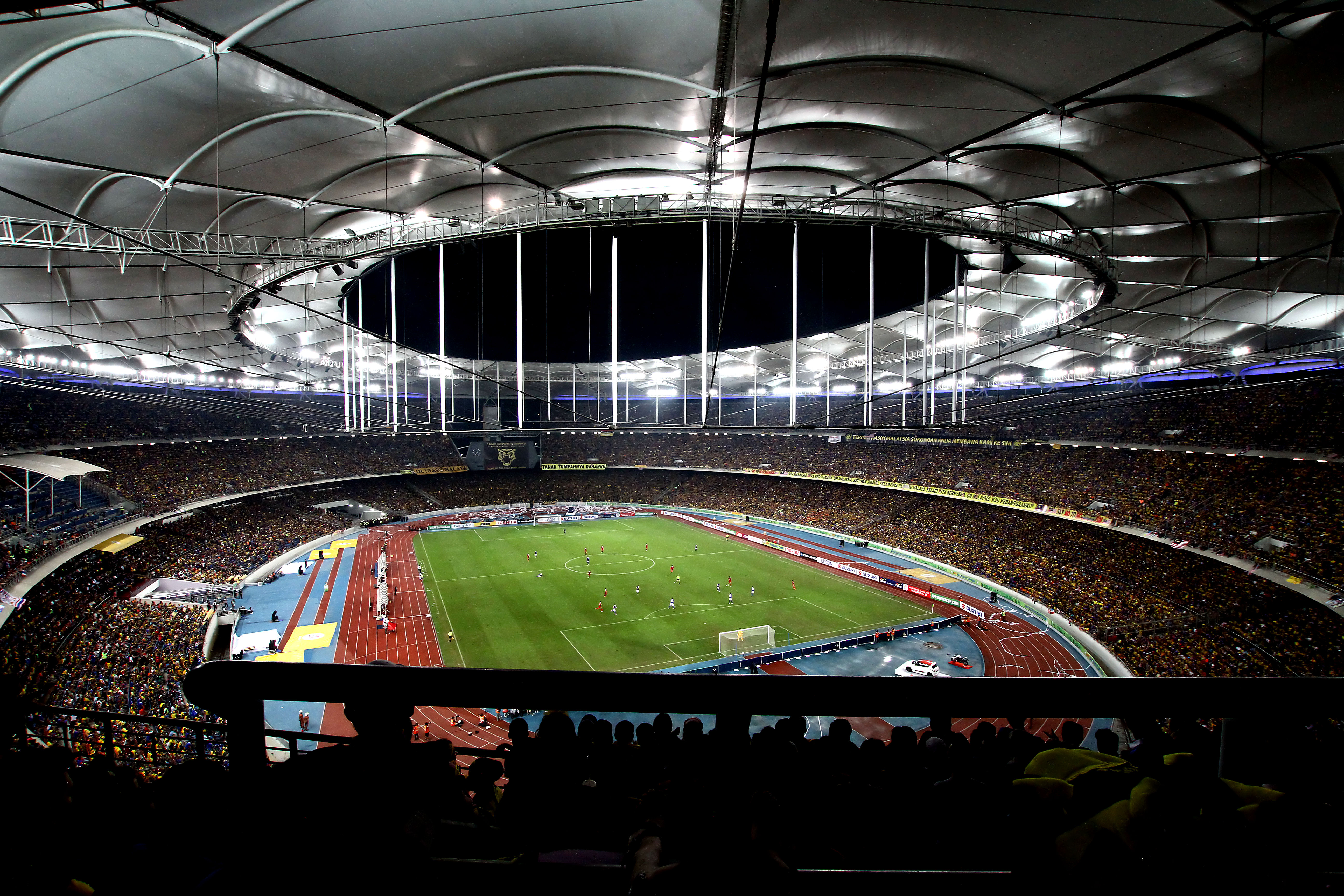
Nationalstadion Bukit Jalil